# کولابورا
کولابورا (انگلیسی: Collabora) شرکت فناوری اطلاعات بریتانیایی است، که در سال ۲۰۰۵ تأسیس شد.